# George G. Eitel
George G. Eitel (Chaska, 28 settembre 1858 – Minneapolis, 8 febbraio 1928) è stato un chirurgo statunitense.
Costruì l'Eitel Hospital a Minneapolis, Minnesota, nel 1912. Eitel fu capo del personale per 15 anni fino al 1927, e successivamente nominato proprietario.
Fu perseguitato durante la seconda guerra mondiale a causa della sua discendenza tedesca. Eitel fu un membro attivo della società dell'eugenetica e insieme a suo nipote è ricordato per la realizzazione della prima sterilizzazione chirurgica.

## Famiglia ed istruzione

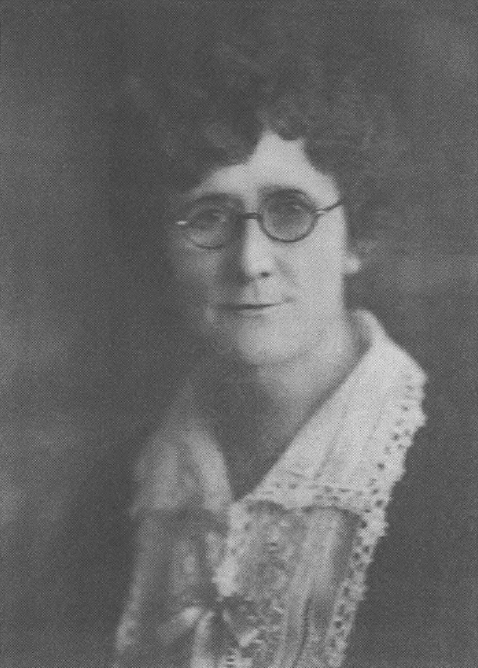
Jeannette Larsen Eitel, 1914

Eitel nacque in una fattoria nei pressi di Chaska, Minnesota, da John G. e Mary (Ulmer) Eitel, immigrati da Württemberg in Germania. Frequentò la Moravian Academy a Chaska. Suo padre desiderava che si unisse al mulino di famiglia. Eitel, però, voleva inizialmente essere un insegnante, sebbene cambiò poi idea e fece apprendistato da un dottore del luogo.
Per finanziarsi gli studi in medicina, vendette libri porta a porta per due anni. Nel 1885, accedette al Minnesota Hospital College di Minneapolis e si laureò tre anni dopo con lode. In seguito studiò per un anno all'Università di Berlino, e dopo il suo rientro in America, praticò chirurgia per due anni a Centralia, Washington. Conseguì la laurea alla scuola di medicina dell'University of Pennsylvania nel 1891.
Nel gennaio 1908 prese in moglie Jeannette E. Larsen (nata il 6 luglio 1875 a Mona, Iowa) a Sioux Falls. Non ebbero figli. Uno dei suoi fratelli, David Eitel lavorò come segretario nel suo ospedale. Il figlio di David, il Dott. George D. Eitel, succedette George.

## Inizio carriera
Eitel ritornò a Minneapolis come assistente del Dottor F. A. Dunsmoor, professore di chirurgia all'Università del Minnesota. Con la raccomandazione di Dunsmoor, divenne chirurgo di ruolo all'Asbury Hospital (poi all'Elliot Park ed oggi parte dell'HealthPartners) e praticò come chirurgo consulente al Northwestern Hospital. In seguito, tornò all'Università di Berlino per studiare chirurgia nel dettaglio, in cui si specializzò in appendicectomia. Nel 1901 ricevette il Dottorato in Medicina, quindi ritornò a Minneapolis, sognando di costruire un suo ospedale. Esercitò all'ospedale di Asbury, di Saint Barnabas e City (oggi entrambi Hennepin County Medical Center). Eitel fu, inoltre, chirurgo consulente al Soo Line Railroad.

## Eitel Hospital

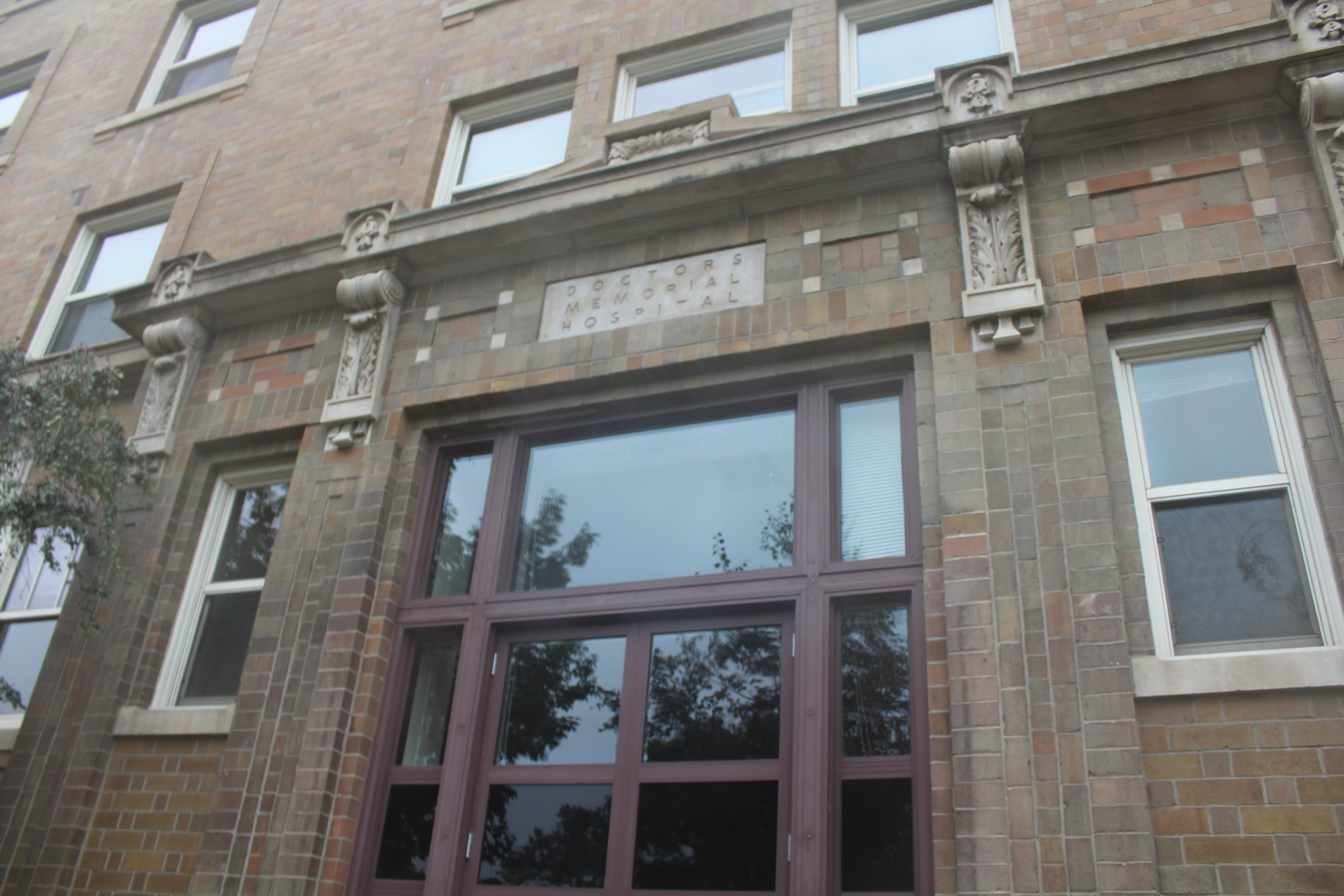
Il vecchio ingresso dell'Eitel Hospital

Il Minneapolis Journal prima annunciò i progetti nel 1906 e poi pubblicò varie rappresentazioni dell'ospedale da lui proposto.I lavori di costruzione ebbero inizio nel marzo del 1911 e nel gennaio del 1912 l'ospedale aprì le sue stanze a 100 pazienti. Costò $190,000 insieme alla costruzione di una scuola di formazione per infermiere. L'ospedale privato rese servizio ai residenti benestanti di Minneapolis.  Le verande avevano tappeti Navajo e nelle stanze private i letti erano di ottone e il mobilario in mogano.  La moglie Jeannette Eitel diresse la scuola per infermiere.
Gli Eitels vissero in un appartamento accessibile dalla 14th Strada. La struttura ospedaliera è oggi parte di un condominio. Con il suo prosperare, l'ospedale stesso si espanse. Nel Sud, una palazzina fu rinominata gli Eitel Apartments. Accanto al 1407–1409 Willow, Eitel costruì la Eitel Clinic di sei piani nel 1926.Oggi la clinica è il Loring Medical Building.

## Persecuzione
Dopo l'ingresso dell'America nella prima guerra mondiale, Eitel e sua moglie divennero oggetto della persecuzione antitedesca e di strane voci. Secondo il The Medical Fortnightly, nei rapporti di periodo di 24 ore, emerse che:
- La signora Eitel fu internata in un campo;
- Eitel e sua moglie scontavano una condanna di 25 anni in un penitenziario federale;
- Fu scoperto sperimentare con veleni ipodermici su uomini arruolati;
- Venne sparato per strada; e
- commise suicidio.

E separatamente, che lui, un altro chirurgo, e le sue infermiere furono sparati al tramonto al Fort Snelling. Il Dipartimento Americano di Giustizia intervenne in loro nome, ed Eitel pubblicò una negazione, giurando fedeltà agli Stati Uniti nel Minneapolis Evening-Journal.

## Eugenetica
La legge del 1925 sull'eugenetica nel Minnesota, avente come bersaglio l'internato intellettualmente disabile e pazzo, cercò di bloccare la nascita di bambini che potessero diventare dipendenti pubblici. Nel gennaio 1925, Eitel fece pressioni sulla legislatura del Minnesota; la sua lettera sulla cancelleria dell'Eitel Hospital chiamava il "debole di mente, epilettico o pazzo" la "più sfortunata e costosa classe di cittadini..." Mildred Thomson supervisionava il Dipartimento Del Minnesota Per Deboli Di Mente ed Epilettici ed era, in larga misura, amministratore responsabile nel processo di sterilizzazione, che nel Minnesota rappresentava una questione complicata per cui l'individuo o il tutore deve dare il consenso. Eitel divenne vice presidente (1925–1926) della Società Eugenetica del Minnesota composta da Charles Fremont Dight che promosse eugenetica per gran parte della sua tarda vita. Molly Ladd-Taylor scrive che "le competenze del [l'altro] uomo di medicina erano più professionali e più durature," notando che certamente "un chirurgo deve necessariamente compiere " sterilizzazioni.
Eitel, sua moglie ed un'infermiera chirurgica eseguirono operazioni di sterilizzazione un giorno ogni mese alla Minnesota School for the Feebleminded (ora la più grande prigione di Stato, la Minnesota Correctional Facility di media sicurezza) a Faribault dal 1926 fino alla sua morte nel 1928, per un ammontare di 150 operazioni. Il suo lavoro ai tempi era lodato. il nipote di Eitel, il Dott. George D. Eitel, lo succedette ed insieme a A. L. Herman e David Stern eseguì quasi un migliaio di sterilizzazioni. Durante il 1945, l'80% delle persone sterilizzate alla scuola erano di sesso femminile. In realtà, le donne diagnosticate come "deboli di mente" potevano essere state vittime di disabilità, povertà, violenza famigliare, incesti, o abusi sessuali.

## Morte
L'8 febbraio 1928 Eitel morì di infarto, durante la lettura del giornale nel letto del suo appartamento del Eitel Hospital, in ripresa dell'influenza. È sepolto nel cimitero di Lakewood a Minneapolis.

## Galleria d'immagini

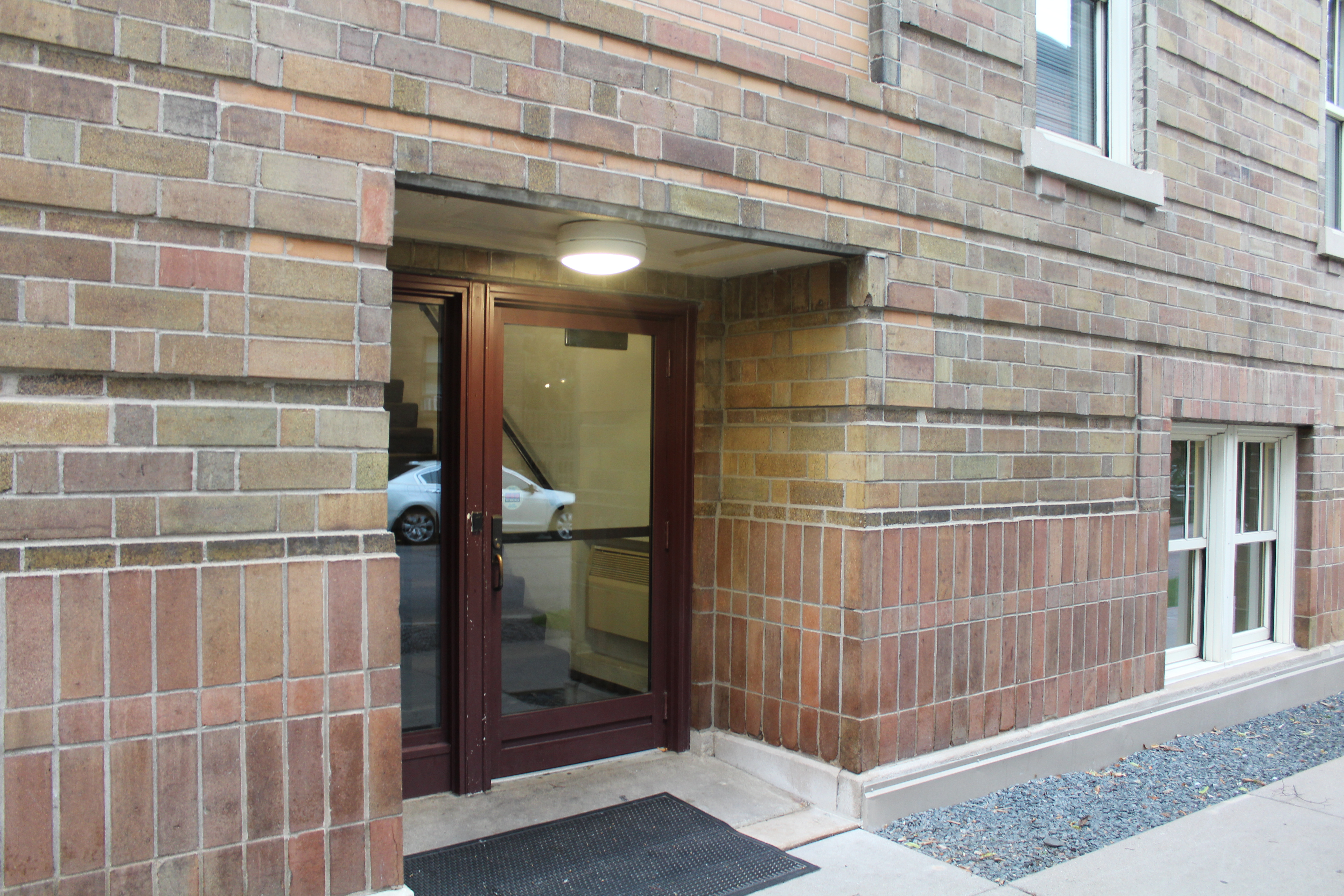
Il vecchio ingresso all'appartamento degli Eitels
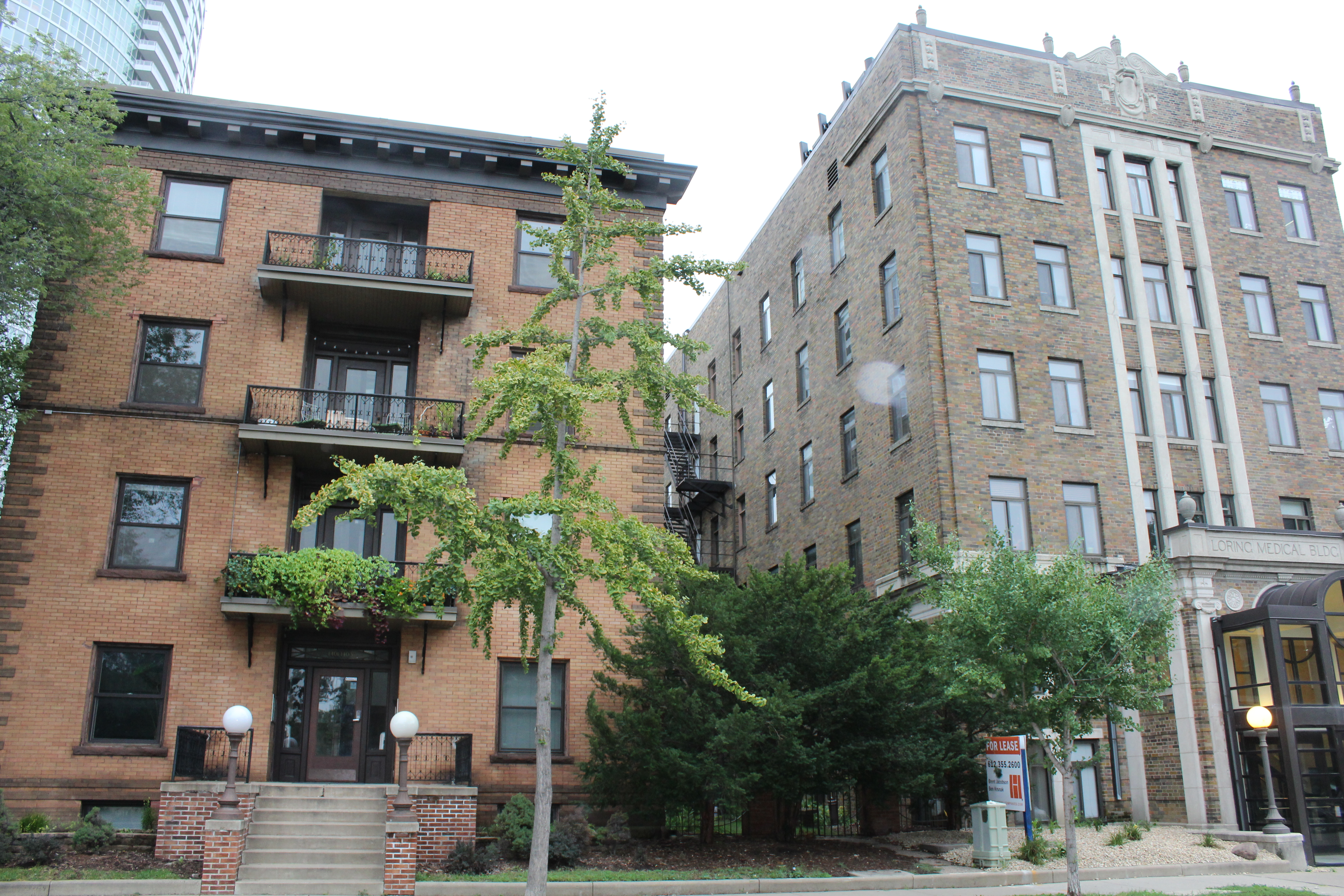
Il vecchio appartamento degli Eitels e a vecchia Eitel Clinic
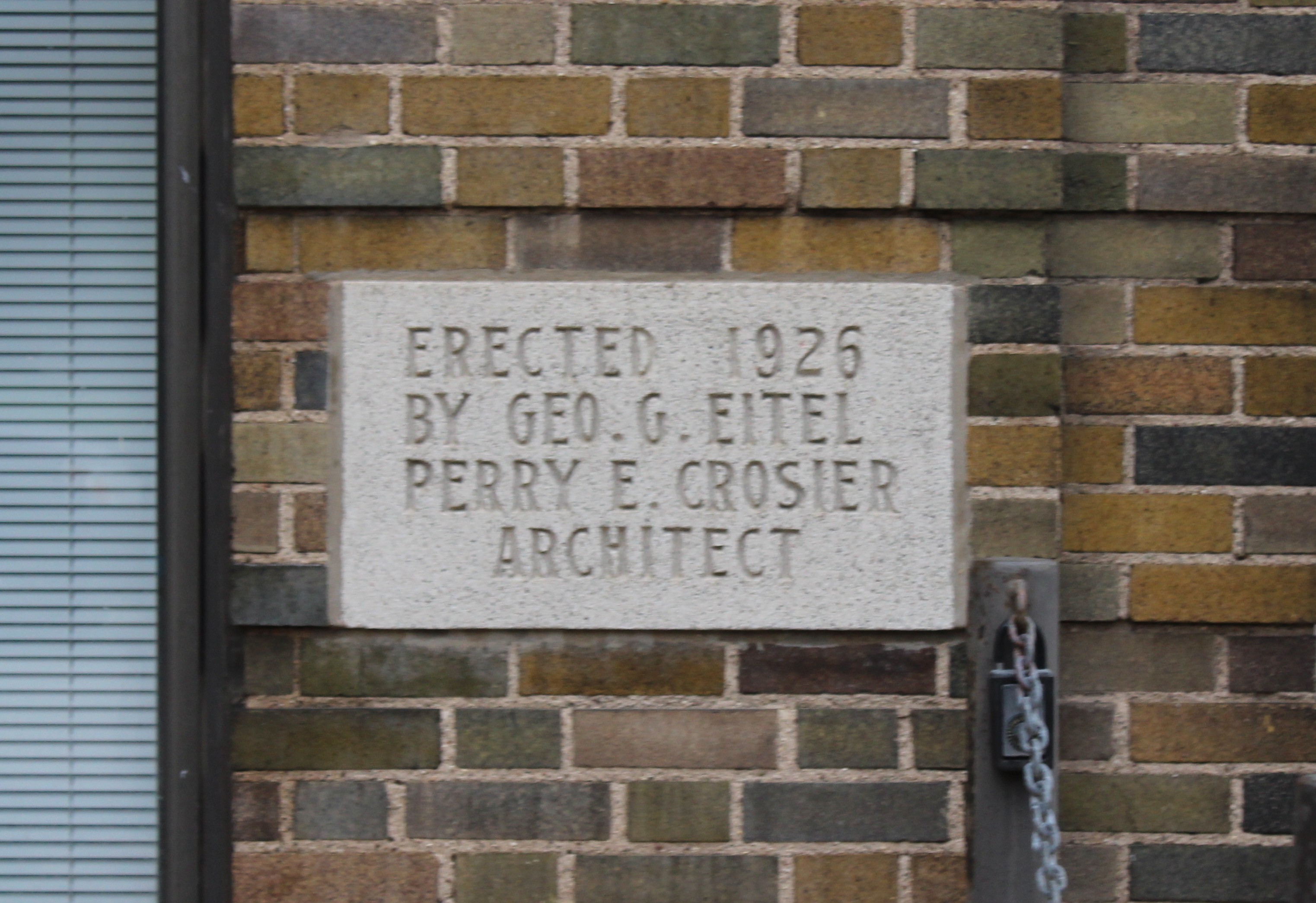
Segnale nella vecchia Eitel Clinic
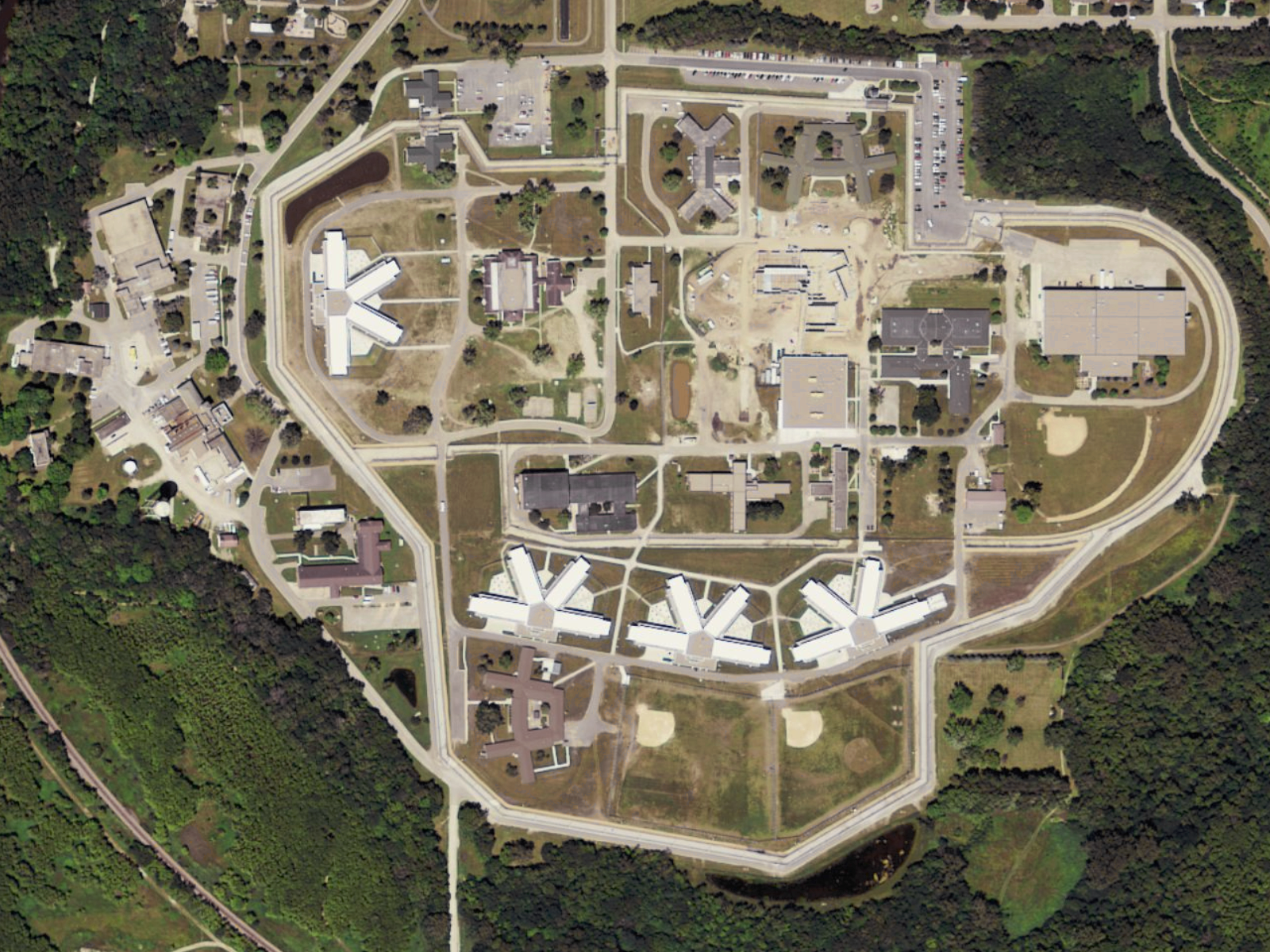
L'odierno Istituto Correttivo del Minnesota al posto della precedente Scuola Per I Deboli Di Mente a Faribault